# Gambeya
Genre
Synonymes
- Cainito Adans.[2]
- genre Chrysophyllum L. (préféré par BioLib)[2]
- Gambeya Pierre[2]

Gambeya est un genre de plantes à fleurs de la famille des Sapotaceae.

## Liste d'espèces
Selon World Checklist of Selected Plant Families (WCSP) (23 septembre 2019) :
- Gambeya africana (A.DC.) Pierre (1891)
- Gambeya albida (G.Don) Aubrév. & Pellegr. (1961)
- Gambeya azaguieana (J.Miège) Aubrév. & Pellegr. (1961)
- Gambeya beguei (Aubrév. & Pellegr.) Aubrév. & Pellegr. (1961)
- Gambeya boiviniana Pierre (1891)
- Gambeya boukokoensis Aubrév. & Pellegr. (1961)
- Gambeya gigantea (A.Chev.) Aubrév. & Pellegr. (1961)
- Gambeya gorungosana (Engl.) Liben (1988)
- Gambeya korupensis Ewango & Kenfack (2016)
- Gambeya lacourtiana (De Wild.) Aubrév. & Pellegr. (1961)
- Gambeya lungi (De Wild.) Aubrév. & Pellegr. (1961)
- Gambeya muerensis (Engl.) Liben (1989)
- Gambeya perpulchra (Mildbr. ex Hutch. & Dalziel) Aubrév. & Pellegr. (1961)
- Gambeya prunifolia (Baker) Aubrév. & Pellegr. (1961)
- Gambeya subnuda (Baker) Pierre (1891)
- Gambeya taiensis (Aubrév. & Pellegr.) Aubrév. & Pellegr. (1961)

Selon Tropicos (23 septembre 2019) (Attention liste brute contenant possiblement des synonymes) :
- Gambeya africana (A. DC.) Pierre
- Gambeya albida (G. Don) Aubrév. & Pellegr.
- Gambeya azaguieana (J. Miège) Aubrév. & Pellegr.
- Gambeya beguei (Aubrév. & Pellegr.) Aubrév. & Pellegr.
- Gambeya boiviniana Pierre
- Gambeya boukokoensis Aubrév. & Pellegr.
- Gambeya excelsa (Huber) Aubrév.
- Gambeya gigantea (A. Chev.) Aubrév. & Pellegr.
- Gambeya gorungosana (Engl.) Liben
- Gambeya kali Aubrév. & Pellegr.
- Gambeya lacourtiana (De Wild.) Aubrév. & Pellegr.
- Gambeya lungi (De Wild.) Aubrév. & Pellegr.
- Gambeya madagascariensis Lecomte
- Gambeya mammosa (L.) Pierre
- Gambeya muerensis (Engl.) Liben
- Gambeya nyangensis Pellegr.
- Gambeya perpulchra (Mildbr. ex Hutch. & Dalziel) Aubrév. & Pellegr.
- Gambeya prunifolia (Baker) Aubrév. & Pellegr.
- Gambeya subnuda (Baker) Pierre
- Gambeya taiensis (Aubrév. & Pellegr.) Aubrév. & Pellegr.